# SOS Racisme

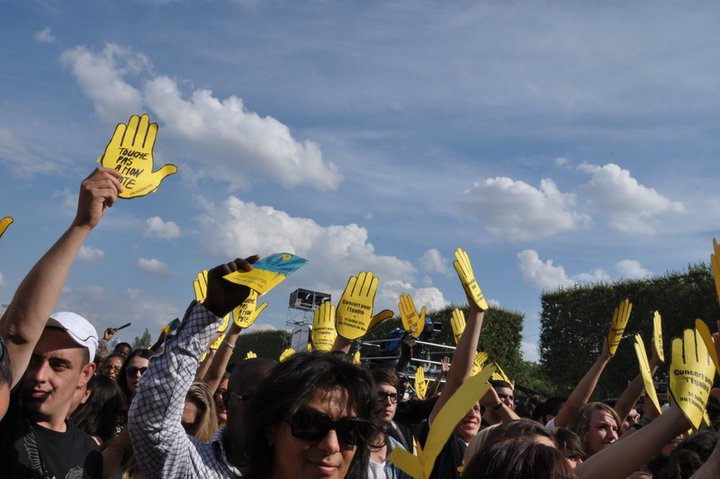
Das Logo, „die gelbe Hand“, ist das Symbol gegen Rassismus und Rechtsextremismus

SOS Racisme ist eine französische Organisation, die gegen Rassismus kämpft. Sie wurde 1984 gegründet und steht der Sozialistischen Partei nahe. Deutscher Partner ist der Verein „Mach' meinen Kumpel nicht an!“. SOS Racisme konnte in Frankreich die Gründung eines Integrationsministeriums erwirken.

## Entstehung
SOS Racisme entstand aus der Mobilisierung für einen Demonstrationszug, den „marche des beurs“, der am 15. Oktober 1983 von Marseille und gleichzeitig von Lyon aus nach Paris wanderte. Die Teilnehmer des Marsches reihten sich hinter einem Banner ein, das „für Gleichheit und gegen Rassismus“ warb. Am 3. Dezember 1983 vereinte sich dieser Cortège in Paris, wo er 60.000 Menschen auf die Straßen brachte. Viele besonders engagierte Teilnehmer waren Kinder algerischer Einwanderer. Acht Teilnehmer des Marschs wurden von Präsident François Mitterrand zum Gespräch empfangen, fast gleichzeitig errang der Front national 1983 die Stadt Dreux.

## Präsidenten von SOS Racisme
- Harlem Désir, 1984–1992
- Fodé Sylla, 1992–1999
- Malek Boutih, 1999–2003
- Dominique Sopo, 2003–2012
- Cindy Léoni, 2012–2014
- Dominique Sopo (seit 2014)

## Verschiedenes
Bei SOS Racisme wirkte zeitweise der Pro-Israel-Aktivist Arié Bensehmoun.